# Steinhöring (stacja kolejowa)
Steinhöring (niem. Bahnhof Steinhöring) – stacja kolejowa w Steinhöring, w kraju związkowym Bawaria, w Niemczech. Znajduje się na linii Grafing – Wasserburg. Według DB Station&Service ma kategorię 5. Jest obsługiwana codziennie przez około 40 pociągów Südostbayernbahn. Stacja Steinhöring znajduje się na terenie Münchner Verkehrs- und Tarifverbundf (MVV).

## Położenie
Stacja znajduje się na południu Steinhöring, na południe od rzeki Ebrach. Znajduje się około 500 metrów od centrum miejscowości. Dawny budynek stacji i magazyn znajduje się na zachód od obecnej stacji. Na dziedzińcu stacji znajduje się parking P + R i wiata rowerowa.

## Linie kolejowe
- Linia Grafing – Wasserburg